# Mallonia pauper
Mallonia pauper är en skalbaggsart som beskrevs av Jordan 1903. Mallonia pauper ingår i släktet Mallonia och familjen långhorningar.
Artens utbredningsområde är Angola. Inga underarter finns listade i Catalogue of Life.